# Variegace

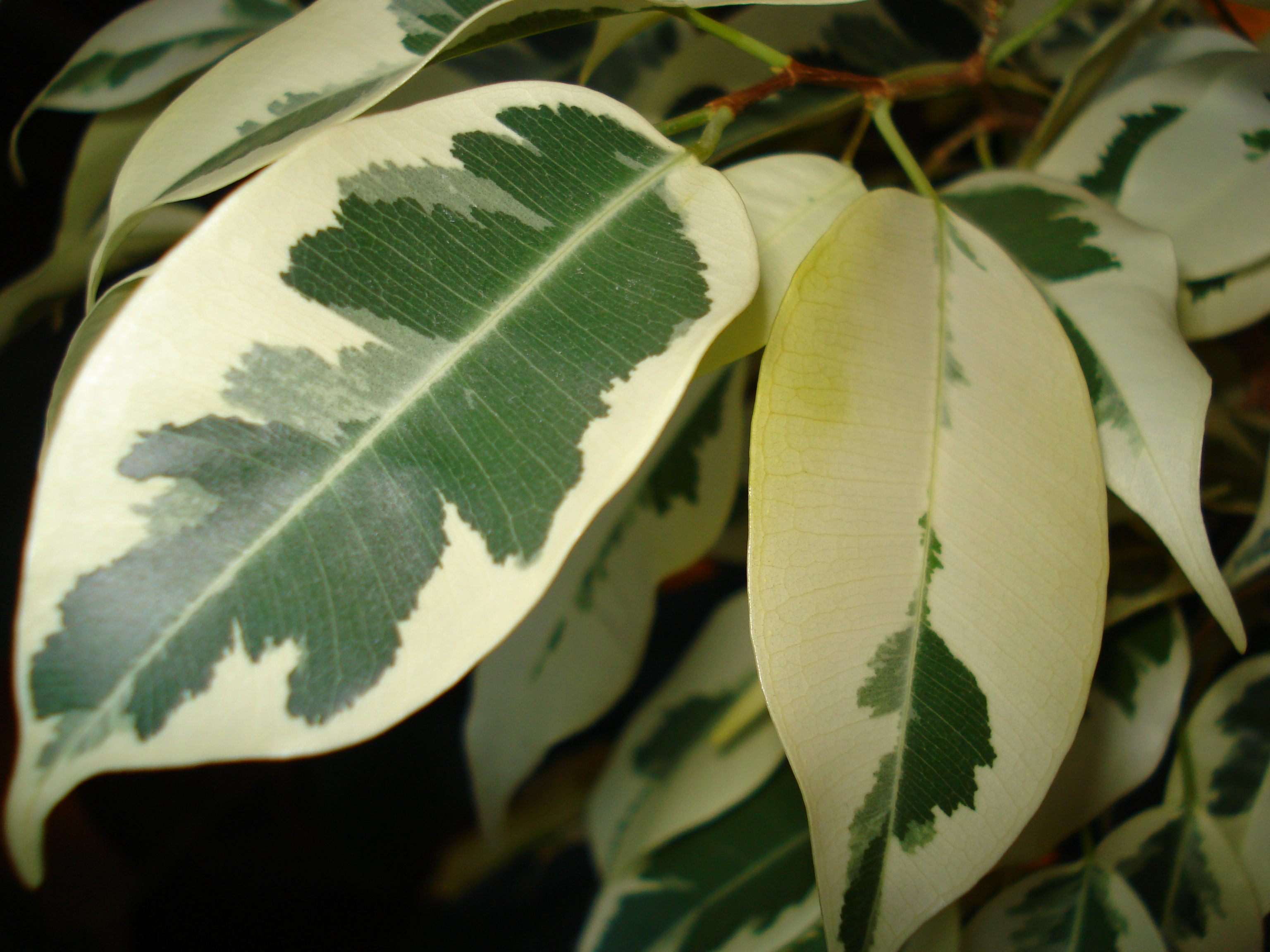
Variegace u druhu fíkovník drobnolistý Ficus benjamina 'Starlite'

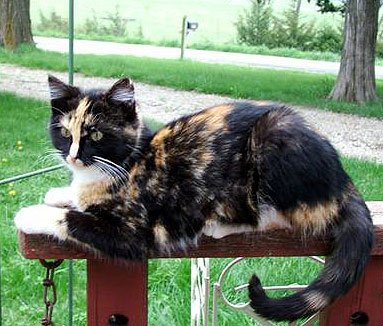
Strakaté kočky; barva srsti závisí v tomto případě na tom, jaký z chromozomů X byl inaktivován

Variegace je proměnlivost v zbarvení či jiné vlastnosti určitého mnohobuněčného organizmu, obvykle vyšších rostlin nebo živočichů. Někdy se jev u živočichů označuje jako mosaicismus.

## Variegace u rostlin
U rostlin se změna barevnosti (obvykle listů), odchylná od běžného stavu daného druhu, nazývá také panašování. Jde o symptom genetické poruchy, choroby, napadení patogeny nebo fyziologického poškození rostlin. Projevuje se obvykle jako změna normálního zeleného zbarvení olistění na světlejší odstíny nebo na světle žlutou až bílou barvu. Ke změně dochází vlivem úbytku chlorofylu nebo jeho složek.
Jako variegace se také nazývá jev, kdy rostlina produkuje zvýšené množství jiných barviv jako xanthofylů a karotenů. V takové situaci jsou zelené části rostliny zabarveny sytě žlutě nebo červeně. Oba tyto jevy se mohou projevit na celé rostlině, nebo jen na některé části, pak hovoříme o zonálním nebo sektoriálním panašování. Projev se ale obvykle vyskytuje pouze na jednotlivých letorostech nebo jednotlivých listech a v přirozených podmínkách je vždy ojedinělý.

Variegace u jabloní může být zaměněna s virovou mozaikou jabloně, variegace u travin s virovou mozaikou cukrové třtiny. Podstatný rozdíl tkví ve faktu, že virová mozaika je infekční, jde o symptom napadení virem nebo o poškození zářením, zatímco variegace sama o sobě není nikdy infekční. Rovněž může být variegace zaměněna s poškozením pesticidy, které se někdy projevuje destrukcí listového barviva. 

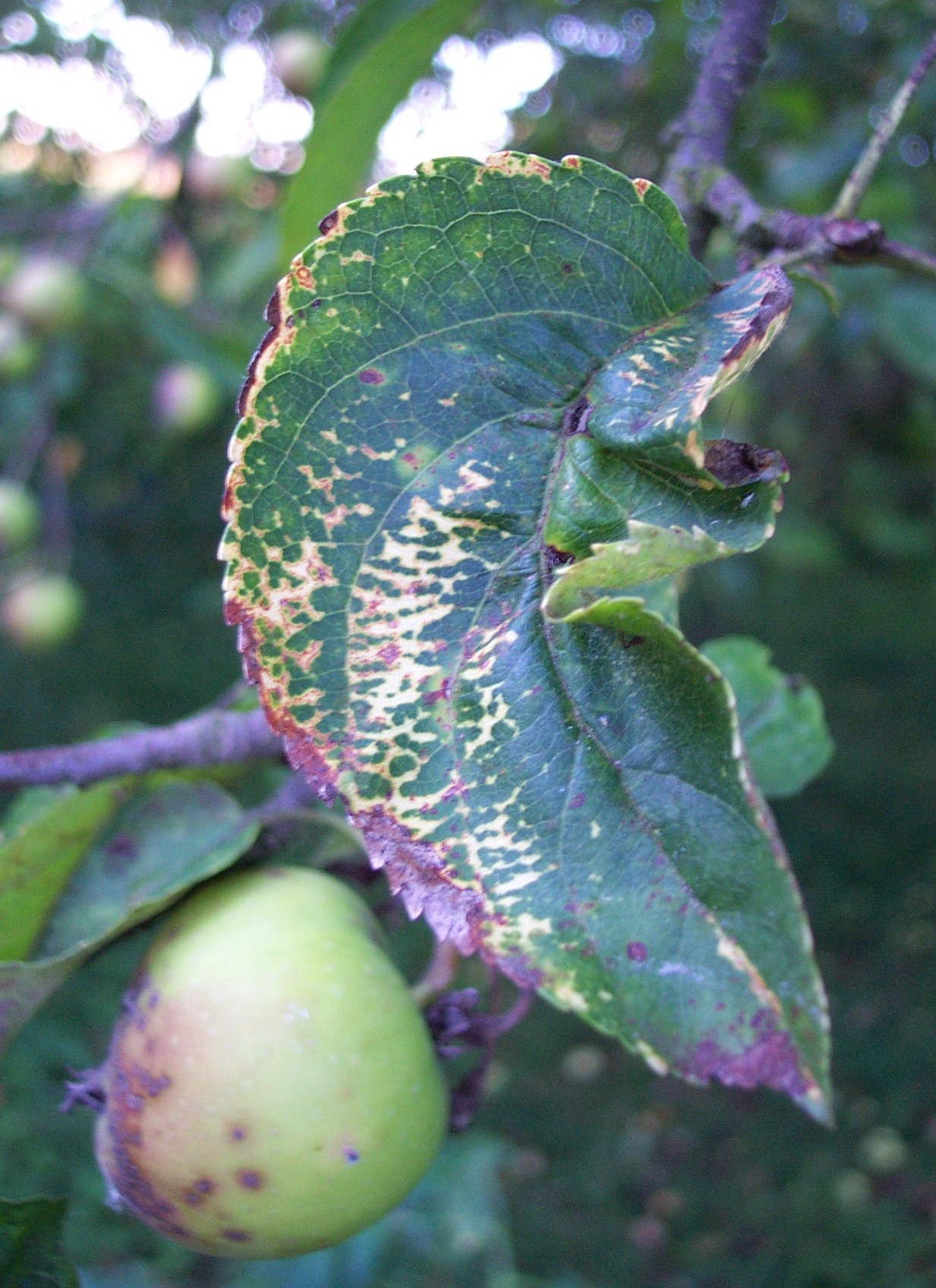
Virová mozaika listu jabloně

### Původ
Variegace jsou následkem poškození plastidů (a jejich pDNA) v určité populaci buněk kvůli chromozomálním mutacím či např. transpozonům v genomu a podobně.

### Hospodářský význam
Projevy panašování jsou cíleně šířeny vegetativním množením a používány u okrasných druhů rostlin. Panašované rostliny se staly vyhledávanými jako okrasné rostliny pro svou barevnost, která obvykle trvá po celou vegetační dobu. Vzhledem k tomu, že se jedná o poruchu plastidů, je panašování dědičné mimojaderně, tj. pouze v mateřské linii. Vybarvení potomstva je velmi variabilní, zejména u rostlin se sektoriálním panašováním. Proto se obvykle množí vybrané klony vegetativně.

### Taxonomie
Dříve se pěstované panašované rostliny považovaly za botanické taxony na úrovni formy a byly tak popisovány. V současnosti jsou tyto odchylky vedeny jako kultivary. U tradičních kultivarů se používá původní latinské pojmenování jako název kultivaru např. 'Aurea', 'Picta', 'Marginata', 'Aureomarginata', 'Zebrina', 'Rubra', 'Atra', 'Atropurpurea', atd.

## Variegace u živočichů
U živočichů se obvykle projevuje různobarevnými tkáněmi, nápadné je to zejména na pokožce či na srsti. Důvodem může být u živočichů inaktivace odlišných chromozomů X v různých částech pokožky, neobvyklá migrace melanocytů v zárodku nebo mitotická rekombinace.